# بالنسیا د لاس ترس
بالنسیا د لاس ترس (به اسپانیایی: Valencia de las Torres) یک شهرستان در اسپانیا است که در استان باداخس واقع شده‌است.